# Ema Gordon Klabin
Ema Gordon Klabin (Río de Janeiro, 25 de enero de 1907-São Paulo, 27 de enero de 1994) fue una empresaria, mecenas y coleccionista de arte brasileña durante el siglo XX. Realizó diversas actividades filantrópicas y de beneficencia, e impulsó la construcción del Hospital Israelita Albert Einstein de São Paulo.

## Biografía
Gordon nació en Río de Janeiro en 1907 aunque desde su infancia residió junto a su familia en São Paulo. Hija de padres inmigrantes judíos lituanos, Hassel Klabin y Fany Gordon que llegaron a Brasil a finales de la década del siglo XIX. Su padre fue uno de los fundadores de la industria Klabin, que tuvo gran importancia en el desarrollo de la industria de la celulosa, el papel y embalaje en Brasil. Tuvo una hermana llamada Eva.
Pasó gran parte de su infancia en Europa, haciendo frecuentes viajes a Brasil. Debido a la Primera Guerra Mundial, la familia, que había estado viviendo en Alemania desde 1913, se vio obligada a mudarse a Suiza, donde permanecieron hasta 1919. Se educó en Europa convirtiéndose en una admiradora de las bellas artes, la ópera y la música. Mostró un temprano aprecio por coleccionar porcelana y platería, alfombras y objetos de arte oriental.
Después de unos años, se dedicó al negocio y actividades filantrópicas y culturales de São Paulo, y a ampliar su colección de arte, principalmente con adquisiciones realizadas en sus frecuentes viajes a Europa y Estados Unidos.
En 1948, Gordon realizó un estudio arquitectónico para la construcción de una residencia con el fin de mantener su creciente colección. El proyecto elegido fue el estilo ecléctico del ingeniero-arquitecto Alfredo Ernesto Becker, autor de varias residencias en el barrio Jardim Europa. En honor al pasado de la familia en Alemania, la construcción de su casa fue inspirada en el Palacio Sanssouci de la ciudad alemana de Potsdam. Fue una de las primeras casas de Jardim Europa, que actualmente es la plaza Jardins de Ema Klabin en São Paulo.
En la mansión recolectó una biblioteca con miles de libros raros y una importante colección de arte.
Posteriormente impulsó la construcción del hospital Albert Einstein en São Paulo, construido en un terreno donado por Gordon a la institución.
Murió en 1994, dejando un legado cultural a su país.

## Legado
En 1998, tres años después de su muerte, su residencia se registró oficialmente como la Fundación Cultural Ema Gordon Klabin, una institución sin ánimo de lucro, declarada una organización de interés público federal, cuyos objetivos son la promoción y difusión de actividades culturales, artísticas y científicas, además de ser un museo abierto al público, ubicada en la plaza Jardins de Ema Klabin en São Paulo. La fundación ha proporcionado obras para numerosas exposiciones en Brasil y Europa.